# Kompleksy alkilidynowe
Kompleksy alkilidynowe – nazywane czasami niepoprawnie acetylenowymi, lub karbinowymi to związki metaloorganiczne, w których występuje choć jeden ligand, związany z centralnym atomem metalu przejściowego wiązaniem potrójnym: M≡C.

## Otrzymywanie
Związki te otrzymuje się najczęściej przez oderwanie atomów wodoru lub innych ligandów z wcześniej otrzymanych kompleksów alkilidenowych:
Czasami wiązanie M≡C tworzy się też nieoczekiwanie w reakcjach z kompleksami dwucentrowymi, w których występują potrójne wiązania metal-metal:

## Własności i zastosowanie
Własności tych związków są generalnie zbliżone do kompleksów alkilidenowych, choć są one jeszcze mniej od nich trwałe. Układy alkilidenowe są trwalsze z atomami metali na najwyższych stopniach utlenienia, natomiast jedyne znane układy alkilidynowe zawsze opierają się na metalach na najwyższych stopniach utlenienia, przy czym musi to być co najmniej V.
Kompleksy alikilidynowe posiadają silną tendencję do przyłączania dodatkowych ligandów poprzez ich przekształcenie do kompleksu alkilidenowego lub nawet alkilowego:
Z praktycznego punktu widzenia najważniejszą reakcją tych związków są reakcje cyklizacji z wolnymi alkinami, prowadzące do powstania kompleksów arenowych, która jest często wykorzystywana do syntezy sprzężonych związków aromatycznych: